# Campoplex tecumseh
Campoplex tecumseh är en stekelart som beskrevs av Henry Lorenz Viereck 1925. Campoplex tecumseh ingår i släktet Campoplex och familjen brokparasitsteklar. Inga underarter finns listade.